# HexChat
HexChat是一款基于XChat的命令行和图形IRC客户端，该IRC客户端的页面可以选择标签页或缩进式页面，并且其支持多IRC服务器且提供多种可自定义的配置。
HexChat支持在类Unix系统中运行，同时也有许多Linux发行版提供其的软件包。

## 历史
HexChat的前身是XChat-WDK，XChat-WDK最早在2010年发布且仅能在Windows系统中运行。XChat-WDK分支本身是为修复XChat在Windows运行中的错误和添加新功能而创建的，但是在开发过程中，项目参与者意识到了除了这一目的外还有很多值得做的事情，然后在2012年7月6日，XChat-WDK正式作为独立项目更名为HexChat。